# Съюз на македонските емигрантски организации
Съюзът на македонските емигрантски организации е най-многочислената и ръководна организация на македонската емиграция в България. Дружествата ѝ са известни като македонски културно-просветни и благотворителни братства (МКПББ). Основната дейност на организацията в България е културна, просветна и благотворителна, а пред международната общност и Обществото на народите пропагандирането на Македонския въпрос и незачитането на човешките права на българите в Кралство Югославия и Кралство Гърция.
Организацията се ръководи от Национален комитет и ежегоден общ конгрес. Печатни органи на СМЕО са вестниците „Независима Македония“, „Македония“ и френскоезичният „Маседоан“. Финансова подкрепа получава от Вътрешната македонска революционна организация и от членски внос, политическа – от Македонската парламентарна група и отделни депутати, а на международно ниво е подкрепена от чужди политици, общественици, публицисти и учени.
В един момент броят на дружествата достига 210 в Царство България. След 1953 година на мястото на СМЕО е създадено Македонското дружество „Гоце Делчев“, което след 1989 година става известно като ВМРО-СМД.

## История

### Предистория
Първите македонски дружества, чиято задача е да подпомагат българското население в Македония, са основани след Берлинския конгрес от 1878 година. Първи опити за обединението им в единна организация са от 1885 година, но едва през 1895 година идеята се реализира като Македонска организация, по-известна под името на ръководния си орган Върховния комитет.
След забраната на Върховния комитет в 1903 година емигрантските братства стават легален наследник на македоно-одринските дружества из страната. На 5 август 1903 година, по време на Илинденско-Преображенското въстание, по инициатива на Александър Протогеров в София 14 бежански македонски братства основават Върховна (Обща) емигрантска комисия с председател Протогеров, подпредседател Лазар Иванов Лазаров от Разложкото братство, секретари Евтим Спространов и Георги Разлогов и съветник Владимир Руменов, на мястото на разпуснатия през януари Върховен комитет. Като временен председател на Върховната комисия на македонските братства и като лидер на върховистите цончевисти през лятото на 1903 година Протогеров се среща с пристигналия в София организатор на сръбската пропаганда в Македония Светислав Симич. В началото на януари 1904 година е създадена Федерацията на македоно-одринските благотворителни братства. През септември 1905 година името се сменя на Сдружени македоно-одрински благотворителни братства в България. В настоятелството имат влияние както офицерите върховисти около Иван Цончев чрез Александър Прогогеров, доктор Димитър Владов и други така и дейците на Вътрешната организация. Борбата между тези две революционни течения води до отслабване на братствата и на тяхната дейност.
На 23 юли 1912 година е изграден Централен съюз на братствата с Изпълнителен комитет за ръководен орган. По това време най-активни са дружествата в София, Пловдив, Варна, Горна Джумая. През Балканските войни Съюзът подпомага активно образуването на Македоно-одринското опълчение, а след края на Първата световна война се застъпват за идеята, Македония да бъде присъединена към България.

### Възстановяване
След края на Първата световна война е проведена среща на бивши дейци на ВМОРО, на която е обсъдено новото положение, създадено след реокупацията на Вардарска и Егейска Македония от Сърбия и Гърция. На нея проличават различията между дейците на десницата и на левицата в организацията.

#### Левица
Серчани през ноември 1918 година излизат с декларация, в която се обявяват против подялбата на Македония. На базата на декларацията бившите леви дейци от ВМОРО – Гьорче Петров, Димо Хаджидимов, Таската Серски, Михаил Герджиков, Петър Ацев и Павел Христов, създават Временно представителство на обединената бивша ВМОРО, която на 9 март 1919 година издава „Апел към македонското население и към емиграцията в България“ и го отправя до представителите на Великите сили на мирната конференция в Париж, с който настоява за автономия на Македония. На 25 ноември 1918 г. Временното представителство изпраща в Париж с Павел Христов, български униатски духовник от френски произход, за да участва в дебатите около сключването на мира и да настоява за независима Македония.

#### Десница
От 22 до 25 ноември 1918 година се провежда събор на братствата, на който присъстват 40 делегати от 20 братства, както и видни общественици и революционери, сред които представляващите възстановената ВМРО Тодор Александров, Александър Протогеров и Петър Чаулев. Съюзът изпраща телеграма до американския президент Удроу Уилсън, в което искат автономия на Македония под протектората на Обществото на народите или за провеждане на плебисцит, както и до представители от държавите победителки. В ръководството на Изпълнителния комитет на братствата влизат Иван Каранджулов (председател), подпредседатели Божирад Татарчев и Димитър Михайлов, секретар Никола Стоянов, касиер Георги Баждаров и съветници Тодор Павлов и Константин Станишев. Организацията излиза с директива, в която се казва: 
| „ | Делегатите на братствата, изказвайки несъмнената воля на българското население в Македония, дават на ИК повелителният мандат да се ръководи в своята дейност от следните основни начала: 1. Неделимост на Македония. 2. Нейното присъединяване към България. | “ |

На 22 декември 1918 година се провежда Вторият събор на братствата, на който освен представителите на братствата учредители присъстват и делегати от Гевгелийското (Никола Ников и д-р Христо Иванов), Малешевското (Асен Марчинков и Христо Попвасилев), Реканското (Методи Македонски и К. Ив. Попов) и Воденското братство (д-р Христо Далкалъчев и Никола Гацев).
През април 1919 година до Парижката конференция е изпратен „Мемоар на Изпълнителния комитет на македонските емигрантски братства в България“, в който се настоява за неделимост на Македония и присъединяване към България или за плебисцит.

### Разцепление
След като стават известни решенията на Ньойския договор и повторното разделяне на Македония се насрочва Втория велик събор на братствата през есента на 1920 година. Междувременно тракийските дружества се обособяват в Съюз на тракийските дружества в България. На конгресните съвещания се стига до разцепление и групата от около шестдесет делегати, начело с Христо Далкалъчев, Никола Юруков, Филип Атанасов, Христо Татарчев, Александър Димитров, Владислав Ковачев, Милан Грашев, Йордан Анастасов се отцепват от организацията и създават Временна комисия на македонските братства в България. Впоследствие те се обособяват в Македонска федеративна организация. Евтим Спространов прави неуспешен опит да помирени представителите на Временната комисия и Изпълнителния комитет на братствата.

### Преодоляване на различията
|                                              |  |
| Обединителният протокол от 30 януари 1923 г. |  |

Между легалната фракция на МФО и СМКПББ е постигнато обединение след разговори от януари 1923 година. През това време официалните печатни органи на двете организации – вестниците „Македония“ и „Автономна Македония“ се сливат в „Независима Македония“. Избран е обединителен Национален комитет в състав Владимир Кусев – председател, подпредседатели Милан Дамянов и Туше Делииванов, секретар Йордан Анастасов, касиер Иван Хаджиниколов, съветници Наум Христов, Методи Гелев, Никола Иванов, Стоян Симеонов, Апостол Христов, Коста Николов и Владимир Бульов.
| Списък на делегатите от януари 1923 година | Списък на делегатите от януари 1923 година | Списък на делегатите от януари 1923 година | Списък на делегатите от януари 1923 година |
| Братство                                   | Име                                        | Селище                                     | Бележка                                    |
| ------------------------------------------ | ------------------------------------------ | ------------------------------------------ | ------------------------------------------ |
| Айтоско братство                           | 1. Г. К.? Паскалев                         | Охрид                                      |                                            |
|                                            | 2. Сотир Савов                             | Смърдеш                                    |                                            |
| Битолско братство                          | 3. Георги Совичанов                        | Битоля                                     |                                            |
|                                            | 4. Димитър Пенджерков                      | Битоля                                     |                                            |
|                                            | 5. Кирил Христов                           | Битоля                                     |                                            |
|                                            | 6. Тодор Михайлов                          | Битоля                                     |                                            |
|                                            | 7. Йордан Бадев                            | Битоля                                     |                                            |
| Бургаско братство                          | 8. Александър Трифунов                     | Нестрам                                    |                                            |
|                                            | 9. Ангел Аврамов                           | Дебър                                      |                                            |
|                                            | 10. Търпо Поповски                         | Косинец                                    |                                            |
|                                            | 11. Коста Ламбрев                          | Дреновени                                  |                                            |
| Белишко братство                           | 12. К. Ляпчев                              |                                            |                                            |
|                                            | 13. Филип Николов                          | Горно Върбени                              |                                            |
| Варненско братство                         | 14. А. Кенков                              | Дъмбени                                    |                                            |
|                                            | 15. Г. ...                                 |                                            |                                            |
|                                            | 16. Д. Т. Хаджиев?                         | Солун                                      |                                            |
|                                            | 17. Димитър Х. Богданов                    |                                            |                                            |
|                                            | 18. Никола Маринчев                        | Песочница                                  |                                            |
|                                            | 19. Филип Москов                           | Дъмбени                                    |                                            |
| Велешко братство                           | 20. Славейко Матов                         | Велес                                      |                                            |
|                                            | 21. Стоян Симеонов                         | Велес                                      |                                            |
|                                            | 22. Трайче Новоселец                       | Велес                                      |                                            |
| Видинско братство                          | 23. Илия Дундов                            | Прилеп                                     |                                            |
|                                            | 24. Михаил Наков                           | Велес                                      |                                            |
|                                            | 25. Христо Божков                          |                                            |                                            |
| Воденско братство                          | 26. Д. Саракинов                           |                                            |                                            |
|                                            | 27. Никола Нощев                           |                                            |                                            |
|                                            | 28. Методи Христов                         | Воден                                      |                                            |
|                                            | 29. Спас Саракинов                         | Саракиново                                 |                                            |
| Врачанско братство                         | 30. Иван Д. Канелов                        | Зарово                                     |                                            |
|                                            | 31. Константин Н. Пазов                    | Битоля                                     |                                            |
|                                            | 32. Стамат Стаматов                        | Дренок                                     |                                            |
| Гевгелийско братство                       | 33. Благой Томев                           | Битоля                                     |                                            |
|                                            | 34. Васил Шалдев                           | Гумендже                                   |                                            |
|                                            | 35. Владо Икономов                         | Щип                                        |                                            |
|                                            | 36. М. Янчев                               | Мачуково                                   |                                            |
|                                            | 37. Михаил Попкочев                        | Гявато                                     |                                            |
| Горноджумайско братство                    | 38. Антон Попстоилов                       |                                            |                                            |
|                                            | 39. Гоце Междуречки                        |                                            |                                            |
|                                            | 40. Н. Милев                               |                                            |                                            |
|                                            | 41. С. Василев                             |                                            |                                            |
|                                            | 42. Христо Митев                           |                                            |                                            |
| Дебърско братство                          | 43. Арсени Йовков                          | Селци                                      |                                            |
|                                            | 44. Григор Кузманов                        | Дренок                                     |                                            |
|                                            | 45. Г. Дабаров                             | Дебър                                      |                                            |
|                                            | 46. Димитър Илиев                          | Връбница                                   |                                            |
| Демирхисарско братство                     | 47. Александър Илиев                       |                                            |                                            |
|                                            | 48. М. Мастев                              |                                            |                                            |
|                                            | 49. С. Калчинов                            |                                            |                                            |
| Дойранско братство                         | 50. Георги Кулишев                         | Дойран                                     |                                            |
|                                            | 51. Стоян Стойков                          | Сурлово                                    |                                            |
|                                            | 52. Х. Харизанов                           |                                            |                                            |
| Драмско братство                           | 53. Свещеник Велик Караджов                | Каракьой                                   |                                            |
|                                            | 54. Димитър Каравчев                       | Старчища                                   |                                            |
|                                            | 55. Х. Зумбюлев                            |                                            |                                            |
| Дупнишко братство                          | 56. Петър Бабамов                          | Щип                                        |                                            |
|                                            | 57. Свещеник Сава Теофилов                 |                                            |                                            |
|                                            | 58. доктор Васил Сапунджиев                | Осничани                                   |                                            |
|                                            | 59. Цано Иванов                            | Щип                                        |                                            |
| Елидерско братство                         | 60. Б. Х. Димков                           |                                            |                                            |
|                                            | 61. Г. Д. Засков                           |                                            |                                            |
|                                            | 62. Коста Гугушев                          | Кукуш                                      |                                            |
| Кайлярско братство                         | 63. Благой Димитров                        | Емборе                                     |                                            |
|                                            | 64. Б. Миндлов ?                           | Емборе                                     |                                            |
|                                            | 65. Д. Х. Баралов ?                        |                                            |                                            |
| Карнобатско братство                       | 66. Славчо Ковачев                         | Скопие                                     |                                            |
| Кичевско братство                          | 67. Магден Йовев                           | Козица                                     |                                            |
|                                            | 68. Милан Дамянов                          |                                            |                                            |
|                                            | 69. Милан Андреев                          | Свинище                                    |                                            |
|                                            | 70. Славе Томов                            | Кичево                                     |                                            |
|                                            | 71. Тома Димитров                          | ?                                          |                                            |
| Костурско братство                         | 72. Андон Юруков                           | Лобаница                                   |                                            |
|                                            | 73. Апостол Грежов                         | Дъмбени                                    |                                            |
|                                            | 74. Георги Николов                         | Прекопана                                  |                                            |
|                                            | 75. Димитър Палчев                         | Косинец                                    |                                            |
|                                            | 76. М. Георгиев                            |                                            |                                            |
|                                            | 77. М. Христов                             |                                            |                                            |
|                                            | 78. Н. Григоров                            |                                            |                                            |
|                                            | 79. Петър Таралямов                        | Бобища                                     |                                            |
| Кочанско братство                          | 80. Дякон Григор Трендов                   |                                            |                                            |
|                                            | 81. Никола Григоров                        |                                            |                                            |
|                                            | 82. Салтир Трендов                         | Тракане                                    |                                            |
| Кратовско братство                         | 83. Славчо Абазов                          | Злетово                                    |                                            |
| Крупнишко братство                         | 84. Павел Шатев                            | Кратово                                    |                                            |
|                                            | 85. Марко Иванов                           | Палеор                                     |                                            |
|                                            | 86. М. Стефанов                            |                                            |                                            |
| Крушовско братство                         | 87. Александър Гърдановски                 | Крушево                                    |                                            |
|                                            | 88. Владимир Бульов                        | Крушево                                    |                                            |
|                                            | 89. Димитър Томалевски                     | Крушево                                    |                                            |
|                                            | 90. И. Щабеков                             |                                            |                                            |
|                                            | 91. С. Гърдановска                         |                                            |                                            |
|                                            | 92. Кръстьо Велянов                        | Крушево                                    |                                            |
|                                            | 93. Перикли Чилев                          | Крушево                                    |                                            |
|                                            | 94. Стефан Баджов                          | Крушево                                    |                                            |
|                                            | 95. Наум Гьондов                           | Крушево                                    |                                            |
| Кукушко братство                           | 96. Дионисий Кандиларов                    | Кукуш                                      |                                            |
|                                            | 97. Атанас Яранов                          | Кукуш                                      |                                            |
|                                            | 98. Константин Станишев                    | Кукуш                                      |                                            |
|                                            | 99. Милан Хаджипопов                       |                                            |                                            |
| Кулско братство                            | 100. Никола Мильовски                      | Янковец                                    |                                            |
| Кумановско братство                        | 101. Авксенти Георгиев                     | Куманово                                   |                                            |
|                                            | 102. Карамфил Цветанов                     |                                            |                                            |
|                                            | 103. Теодоси Младенов                      |                                            |                                            |
| Кушукавашко братство                       | 104. Антон Янев                            | Смоквица                                   |                                            |
| Кюстендилско братство                      | 105. Арсо Симеонов                         |                                            |                                            |
|                                            | 106. Георги А. Чакъров                     |                                            |                                            |
|                                            | 107. Исая Марков                           |                                            |                                            |
|                                            | 108. Моне Иванов                           |                                            |                                            |
|                                            | 109. Петър Мърмев                          | Прилеп                                     |                                            |
| Леринско братство                          | 110. В. Герганчев                          |                                            |                                            |
|                                            | 111. Васил Трифонов                        |                                            |                                            |
|                                            | 112. И. Палчев                             | Горно Върбени                              |                                            |
|                                            | 113. Иван Чеков                            | Горно Върбени                              |                                            |
|                                            | 114. И. Типев                              |                                            |                                            |
|                                            | 115. Лазар Бицанов                         | Зелениче                                   |                                            |
| Ломско братство                            | 116. Г. М. Лолов                           |                                            |                                            |
|                                            | 117. Михаил А. Дервишев                    |                                            |                                            |
|                                            | 118. Христо Ефтимов                        | Струга                                     |                                            |
| Малешевско братство                        | 119. А. Кузманов                           |                                            |                                            |
|                                            | 120. Асен Марчинков                        |                                            |                                            |
|                                            | 121. Христо Попвасилев                     | Берово                                     |                                            |
| Никополско братство                        | 122. Димитър Зографов                      | Велес                                      |                                            |
| Новозагорско братство                      | 123. Свещеник Георги Шуманов               | Куманово                                   |                                            |
|                                            | 124. Симеон Златков                        | Кратово                                    |                                            |
| Ортакьойско братство                       | 125. Никола Василев                        | Айтос                                      |                                            |
|                                            | 126. Христо Ташков                         |                                            |                                            |
| Охридско братство                          | 127. Евтим Спространов                     | Охрид                                      |                                            |
|                                            | 128. Кръстьо Йосифчев                      | Охрид                                      |                                            |
|                                            | 129. М. Пелев                              |                                            |                                            |
|                                            | 130. Наум Якимов                           | Охрид                                      |                                            |
|                                            | 131. Спиро Холиолчев                       | Охрид                                      |                                            |
|                                            | 132. Христо Миладинов                      | Струга                                     |                                            |
| Паланско братство                          | 133. Б. Антов                              |                                            |                                            |
|                                            | 134. Свещеник Константин Попапостолов      | Крива паланка                              |                                            |
|                                            | 135. Яким Лазаров                          |                                            |                                            |
|                                            | 136. Яким Цветанов                         | Радибуш                                    |                                            |
| Петричко братство                          | 137. Георги Белчев                         |                                            |                                            |
|                                            | 138. Д. х. Илиев                           |                                            |                                            |
|                                            | 139. Х. П. Стоянов                         |                                            |                                            |
|                                            | 140. Йордан Шурков                         | Велес                                      |                                            |
| Петровско братство                         | 141. Георги Баждаров                       |                                            |                                            |
|                                            | 142. К. Юоров                              |                                            |                                            |
|                                            | 143. Лазар Томов                           |                                            |                                            |
| Пещерско братство                          | 144. И. Боянов                             |                                            |                                            |
|                                            | 145. И. Стоев                              |                                            |                                            |
|                                            | 146. М. Гарджев                            |                                            |                                            |
| Пловдивско братство                        | 147. Свещеник Атанас Бабев                 |                                            |                                            |
|                                            | 148. Атанас Гьоков                         | Солун                                      |                                            |
|                                            | 149. А. В. Чуков                           | Осничани                                   |                                            |
|                                            | 150. А. Минчев                             |                                            |                                            |
|                                            | 151. Богдан Стаматов                       | ?                                          |                                            |
|                                            | 152. Георги Карамитрев                     | Струга                                     |                                            |
|                                            | 153. Гоно Ванчев                           | Богданци                                   |                                            |
|                                            | 154. Г. Б. Галинов                         |                                            |                                            |
|                                            | 155. Дионис Киркитов                       |                                            |                                            |
|                                            | 156. Димитър Г. Симитчиев                  |                                            |                                            |
|                                            | 157. д-р Велю Деспотов                     |                                            |                                            |
|                                            | 158. Иван Димчев                           |                                            |                                            |
|                                            | 159. Иван Ст. Проданов                     | Дойран                                     |                                            |
|                                            | 160. Иван Снегаров                         | Охрид                                      |                                            |
|                                            | 161. Христов                               |                                            |                                            |
|                                            | 162. М. Сматракалев                        |                                            |                                            |
|                                            | 163. Н. Томов                              |                                            |                                            |
|                                            | 164. Никола Георгиев                       |                                            |                                            |
|                                            | 165. Никола Досев                          | Загоричани                                 |                                            |
|                                            | 166. М. Калоянов                           |                                            |                                            |
|                                            | 167. Петър Хаджириндов                     | Енидже Вардар                              |                                            |
|                                            | 168. Стоян Димитров                        |                                            |                                            |
|                                            | 169. Стефан Гатов                          |                                            |                                            |
|                                            | 170. Симеон Евтимов                        | Емборе                                     |                                            |
|                                            | 171. Т. Анастасов                          |                                            |                                            |
|                                            | 172. Трайко С. Узунов                      | ?                                          |                                            |
|                                            | 173. Х. Д. Пейков                          |                                            |                                            |
|                                            | 174. д-р Христо Татарчев                   | Ресен                                      |                                            |
| Плевенско братство                         | 175. Ставри Д. Тишев                       | Емборе                                     |                                            |
|                                            | 176. Траян Конев                           | Прилеп                                     |                                            |
| Прилепско братство                         | 177. Б. Иванов                             | Прилеп                                     |                                            |
|                                            | 178. Владимир Кусев                        | Прилеп                                     |                                            |
|                                            | 179. генерал Григор Кюркчиев               | Прилеп                                     |                                            |
|                                            | 180. Георги Кондов                         | Прилеп                                     |                                            |
|                                            | 181. Димитър Ачков                         | Прилеп                                     |                                            |
|                                            | 182. Иван К. Марков                        | Прилеп                                     |                                            |
|                                            | 183. Методи Бекяров                        | Прилеп                                     |                                            |
|                                            | 184. Петър Колищърков                      | Прилеп                                     |                                            |
|                                            | 185. Харалампи Грашев                      | Прилеп                                     |                                            |
|                                            | 186. Йордан Ачков                          | Прилеп                                     |                                            |
|                                            | 187. Йордан Наумов                         | Прилеп                                     |                                            |
| Провадийско братство                       | 188. Л. Монов                              |                                            |                                            |
| Радовишко братство                         | 189. С. Здравев                            |                                            |                                            |
|                                            | 190. Иван Д. Ефтимов                       |                                            |                                            |
|                                            | 191. Илия Христофоров                      |                                            |                                            |
| Радомирско братство                        | 192. А. Хаджиев                            | Велес                                      |                                            |
|                                            | 193. К. Златаров                           |                                            |                                            |
|                                            | 194. А. Хаджиев                            | Велес                                      |                                            |
|                                            | 195. Н. Якимов                             |                                            |                                            |
| Русенско братство                          | 196. Илия Ращанов                          | Велес                                      |                                            |
|                                            | 197. Петър Карчев                          | Охрид                                      |                                            |
| Реканско братство                          | 198. Апостол Христов                       | Галичник                                   |                                            |
|                                            | 199. Димитър Станишев                      | Галичник                                   |                                            |
|                                            | 200. Иван Смилов                           |                                            |                                            |
|                                            | 201. Матей Т. Христов                      | Тресонче                                   |                                            |
| Ресенско братство                          | 202. Иван Ляпчев                           |                                            |                                            |
|                                            | 203. Владимир Ставрев                      | ?                                          |                                            |
|                                            | 204. Славе Нечев                           |                                            |                                            |
| Свиленградско братство                     | 205. А.                                    |                                            |                                            |
|                                            | 206. ....                                  |                                            |                                            |
|                                            | 207. ....                                  |                                            |                                            |
| Скопско братство                           | 208. Костадин Машаров                      |                                            |                                            |
|                                            | 209. ....                                  |                                            |                                            |
|                                            | 210. ....                                  |                                            |                                            |
| Солунско братство                          | 211. Б. Киров                              | Солун                                      |                                            |
|                                            | 212. Иванов                                |                                            |                                            |
| Станимашко братство                        | 213. Атанас Войводов                       | Карлъково                                  |                                            |
|                                            | 214. Димитър Тютюнев                       | ?                                          |                                            |
|                                            | 215. Марин Ванчев                          | Горно Броди                                |                                            |
|                                            | 216. Никола Андреев                        |                                            |                                            |
| Старозагорско братство                     | 217. Димитър Попов                         | Щип                                        |                                            |
|                                            | 218. К. Георгиев                           | Чепеларе                                   |                                            |
|                                            | 219. Г. К. Танев (Такев)                   | Велес                                      |                                            |
| Стружко братство                           | 220. Иван Миладинов                        | Струга                                     |                                            |
|                                            | 221. Иван Хаджов                           | Струга                                     |                                            |
|                                            | 222. Климент Хаджов                        | Струга                                     |                                            |
| Струмишко братство                         | 223. Н. п. Илиев                           |                                            |                                            |
|                                            | 224. Х.Антов                               |                                            |                                            |
| Сярско братство                            | 225. Д. А. Стоилов                         |                                            |                                            |
|                                            | 226. К. ? Зюмбюлев                         | Горно Броди                                |                                            |
|                                            | 227. Петър Т. Тимчев                       | ?                                          |                                            |
|                                            | 228. С. В. Карамихайлов                    |                                            |                                            |
| Татарпазарджишко братство                  | 229. Владимир Карамфилов                   |                                            |                                            |
|                                            | 230. Димитър Лазаров                       | Банско                                     |                                            |
|                                            | 231. Д. Томнилов ?                         |                                            |                                            |
|                                            | 232. Иван Икономов                         | ?                                          |                                            |
|                                            | 233. Михаил Д. Сматракалев                 |                                            |                                            |
|                                            | 234. Настев                                | ?                                          |                                            |
|                                            | 235. С. М. Котев (Нотев?)                  |                                            |                                            |
| Тетовогостиварско братство                 | 236. Блаже Костов                          |                                            |                                            |
|                                            | 237. Петър Станков                         |                                            |                                            |
|                                            | 238. Страхил Костов                        | ?                                          |                                            |
| Тиквешко братство                          | 239. Григорий Попдимитров                  |                                            |                                            |
|                                            | 240. Георги Чейков                         | Кавадарци                                  |                                            |
|                                            | 241. Христо Попантов                       | Ваташа                                     |                                            |
|                                            | 242. М. Анастасов                          | ?                                          |                                            |
| Хасковско братство                         | 243. А. Джиков                             |                                            |                                            |
|                                            | 244. Никола Танушев                        | ?                                          |                                            |
|                                            | 245. П. Велев                              |                                            |                                            |
|                                            | 246. П. Узунов                             |                                            |                                            |
| Шуменско братство                          | 247. Васил Симеонов                        |                                            |                                            |
|                                            | 248. йером. Климент                        | Воден                                      |                                            |
|                                            | 249. Тасе Димитров                         | ?                                          |                                            |
| Щипско братство                            | 250. Андон Пиперевски                      | Щип                                        |                                            |
|                                            | 251. Милан Антонов                         | Щип                                        |                                            |
|                                            | 252. Панчо Накашев                         | Щип                                        |                                            |
|                                            | 253. Петър Завоев                          | Щип                                        |                                            |
|                                            | 254. С. Екимов                             | Щип                                        |                                            |
|                                            | 255. Тодор Станков                         | Прилеп                                     |                                            |
| Ямболско братство                          | 256. Кирил Данилчев                        | Кукуш                                      |                                            |
|                                            | 257. Стефан Илиев                          | Крушево                                    |                                            |
| Светиврачко братство                       | 258. И. Ляпчев                             |                                            |                                            |
| Студентска мак. група                      | 259. А. Фиданов                            | ?                                          |                                            |
|                                            | 260. Д. Христов                            |                                            |                                            |
|                                            | 261. Харалампи Бояджиев                    | Ощава                                      |                                            |
| Католическа лига                           | 262. Божин Грубешлиев                      |                                            |                                            |
|                                            | 263. М. Ник...                             |                                            |                                            |
|                                            | 264. Йордан Попдимитров                    |                                            |                                            |
| Федеративна организация                    | 265. Никола Юруков                         |                                            |                                            |
|                                            | 266. Климент Размов                        | Охрид                                      |                                            |
|                                            | 267. Д-р Христо Далкалъчев                 |                                            |                                            |
|                                            | 268. Никола Киров                          | Крушево                                    |                                            |
|                                            | 269. Кузман Чупаров                        |                                            |                                            |
|                                            | 270. Кочо Хаджириндов                      |                                            |                                            |
|                                            | 271. Григор Костов                         | Нестрам                                    |                                            |
|                                            | 272. Васил Христов                         | Зелениче                                   |                                            |
| Изпълнителен комитет                       | 273. Иван Каранджулов                      |                                            |                                            |
|                                            | 274. Наум Томалевски                       |                                            |                                            |
|                                            | 275. Никола Атанасов                       | Горно Броди                                |                                            |
|                                            | 276. Никола Стоянов                        |                                            |                                            |
|                                            | 277. Д-р Божирад Татарчев                  |                                            |                                            |
|                                            | 278. Н. ...                                |                                            |                                            |
|                                            | 279. Георги Баждаров                       |                                            |                                            |
|                                            | 280. Кирил Пърличев                        |                                            |                                            |

След Деветоюнския преврат в началото на 1924 година е избран нов Национален комитет в състав Владимир Кусев – председател, Милан Дамянов подпредседател, с членове Методи Гелев, Велко Думев, Никола Габровски, Димитър Янев, Христо Попантов, Наум Гьондов, д-р Димитър Палчев, протойерей Ив. Иванов, Борис Антонов, Панчо Накашев. В същата 1924 година Националният комитет изпраща до Обществото на народите „Мемоар за положението на българското малцинство в гръцка и сръбска Македония“, който е изключително ценен документ за историята на ВМРО. На следната 1925 година е изпратен отново подобен мемоар.
От февруари 1925 година до февруари 1932 година председател на Македонския национален комитет е доктор Константин Станишев.
СМКПББ заема страната на възстановената от Тодор Александров и Александър Протогеров Вътрешна македонска революционна организация в междуособиците на македонските дейци.
На Седмия редовен конгрес на Съюза на македонските емигрантски организации от 1929 година, вследствие на убийството на Александър Протогеров и последвалия разкол във ВМРО между михайловисти и протогеровисти, разкол настъпва и в Съюза, като Националния комитет е овладян от михайловистите.
След Деветнадесетомайския преврат от 1934 година Съюзът не е забранен, но ръководителите и най-активните му фунцкионери са арестувани или интернирани.
| Списък на братствата, подписали през септември 1934 г. протестен протокол срещу Деветнадесетомайския преврат: | Списък на братствата, подписали през септември 1934 г. протестен протокол срещу Деветнадесетомайския преврат: | Списък на братствата, подписали през септември 1934 г. протестен протокол срещу Деветнадесетомайския преврат: |
| № | Братство | Представител                                                                                                  |
| --- | --- | --- |
| 1. | Тетовско–Гостиварско                                                                                          | Сребро Стоянов                                                                                                |
| 2. | Скопско | Андрей Кожухаров                                                                                              |
| 3. | Малешевско–Пиянечко                                                                                           | Коста Николов                                                                                                 |
| 4. | Щипско | Михаил Николов                                                                                                |
| 5. | Галичко–Реканско                                                                                              | Филип Томов                                                                                                   |
| 6. | Леринско | Илия Гулабчев                                                                                                 |
| 7. | Паланечко | Александър Йосифов                                                                                            |
| 8. | Демирхисарско (Битолско)                                                                                      | секретар (нечетлив подпис)                                                                                    |
| 9. | Воденско | Кирил Попиванов                                                                                               |
| 10. | Прилепско | Йордан Ачков                                                                                                  |
| 11. | Костурско | (нечетлив подпис)                                                                                             |
| 12. | Ресенско | Коста Николов                                                                                                 |
| 13. | Кумановско | Карамфил Йосифов                                                                                              |
| 14. | Кратовско | Симеон Добревски                                                                                              |
| 15. | Драмско | Константин Гавалюгов                                                                                          |
| 16. | Ениджевардарско                                                                                               | Ангел Петров                                                                                                  |
| 17. | Кайлярско | Благой Димитров                                                                                               |
| 18. | Кичевско | Милан Попов                                                                                                   |
| 19. | Битолско | Ст. Иванов |
| 20. | Дебърско | Величко Стоянов                                                                                               |
| 21. | Квартал „Мара Бунева“, София                                                                                  | Гоце Джидалов                                                                                                 |
| 22. | Тиквешко | Тодор Камчев                                                                                                  |
| 23. | Стружко | Иван Хаджов                                                                                                   |
| 24. | Кочанско | Ангел Тодоров                                                                                                 |
| 25. | Солунско | Божин Танчев                                                                                                  |
| 26. | Кукушко | Димитър Шопов                                                                                                 |
| 27. | Велешко | Деянов |
| 28. | Красно село, София                                                                                            | Христо Занешев                                                                                                |

На 2 септември 1934 година Охридското, Крушевското, Гевгелийското, Ениджевардарското и Малашевско-Паланечкото дружества организират конференция, подкрепена от новата власт, на която избират Временен македонски национален комитет. В него влизат Димитър Мирчев (председател), Константин Пазов (подпредседател), Димитър Спространов (секретар), Владимир Мицев (касиер) и съветници Туше Делииванов, Иван Захариев, Божин Димитров, Янко Тасев, Ефрем Белдедов и Александър Йосифов. Започва издаването на вестник „Македонско слово“, но комитетът губи доверието на всички останали братства, а след усложняването на политическата изолация, в началото на 1936 година той преустановява работа.
До 1941 година действа временен комитет, който да изпълнява ръководните функции на Съюза, като негов председател е Коста Николов, Стефан Бидиков е секретар, Александър Йосифов - касиер, а Стамат Стаматов, Ангел Тодоров, Христо Миладинов и Александър Самарджиев са съветници. На 9 май 1942 година е избрано ново ръководство в състав Коста Николов (председател), Филип Манолов (първи председател), Христо Шалдев (втори председател), Христо Миладинов (секретар), Александър Йосифов (касиер) и съветници Михаил Генадиев, Тодор Попадамов, Стефан Бидиков, Спиро Василев, Кръстю Стоянов, Георги Саракинов и Милан Попов. Една от първите им задачи е да подготвят списъци на бежанци от Македония, които да поемат администрацията в новоосвободените български земи след разгрома на Гърция и Югославия.
По време на българското управление във Вардарска Македония (1941 – 1944) година в Скопие съществуват Тетовско-Гостиварско, Галичанско-Дебърско и Струмишко братство
- Мемоари
- Mémoire sur la situation de la minorité bulgare en Macédoine serbe et grecque presenté a son excellence Monsieur le Président de la Vme Asemblée de la Société des Nations a Gèneve par le Comité National de l'Union des Organisations des Emigrés Macedoniens en Bulgarie.   Gèneve, Imprimerie de Journal de Gèneve, 1924.
- Memoir on the Situation of the Bulgarian Minority in Greek and Serbian Macedonia.   Sofia, National Committee fo the Union of the Macedonian Emigrant Organisations in Bulgaria, 1925.
- La Macédoine Sous la Domination Serbe et les Droits des Minorites.   Sofia, Comité National de l'Union des Organisations des Emigrés Macedoniens en Bulgarie. Imprimerie P. Glouchcoff, 1926.

### Заключителна дейност и реорганизация на братствата
След Деветосептемврийския преврат от 1944 година е създаден Временен изпълнителен комитет, който да ръководи организацията. Негов председател е Георги Саракинов, подпредседател Христо Калайджиев, а секретари са Борис Михов и Георги Динишев, междувременно легитимният председател на братствата генерал Коста Николов е убит. На събрание от 1 юни 1947 година под натиска на Иван Масларов е избрано ръководство на Централния инициативен комитет за създаване на македонски културно-просветни дружества, което да подмени съществуващата организация. За председател е избран Васил Ивановски, Ангел Динев и Кръстю Костов за подпредседатели, Георги Абаджиев за секретар, Никола Врингов – касиер, завеждащ агитпросветната дейност – Асен Чаракчиев, отговорник по организиране на Софийското македонско дружество – Михаил Сматракалев, отговорник по организирането на женските секции – Христина (Тинка) Къцева, отговорник по организиране на младежките секции и членове – Радой Спасов и членове Петър Хаджиделев, Христо Кляшев и Никола Пейнерджиев.
До 1953 година ръководствата на всички македонски организации са подменени, а след това братствата са саморазтурени и на тяхно място е създадено Македонското дружество „Гоце Делчев“, като част от прилежащите имоти на бившите организации са им предадени. Дългогодишен негов председател е Владимир Иванов (Кузман Караджов е подпредседател на дружеството в периода 1945 – 1973 година). По това време организацията следва тясната партийна линия, която не е патриотична. На 18 май 1977 година Политбюро на БКП изисква базите, ансамблите, средставата и наличния състав на дружеството да минат под опеката на Националния комитет на Отечествения фронт. Сградата на Македонския дом е преименувана на Културен дом „Владимир Поптомов“, а за неин директор е назначен Христо Тенев, заменен по-късно от полковник Иван Караянев. Промените от 1977 година възстановяват част от секциите и братствата - кукушко, прилепско, дебърско, кичевско, серско, солунско, крушевско, охридско-стружко, велешко-щипско, леринско-кайлярско, скопско, костурско, гевгелийско, битолско и туристическо. Председателите на братствата и председателят на дружество „Гоце Делчев“ формират клубен съвет, който изготвя годишна програма за дейността на културния дом. През юни 1985 година клубът е оглавен от професора от Софийския университет Димитър Гоцев, който започва да го реформира. Освен него в ръководството влизат Христо Тенев като заместник, Ангел Ангелов (Джендема) като секретар и Огнян Добрев като библиотекар.
Дълги години организацията издава научното списание „Бюлетин на Съюза на македонските културно-просветни дружества в България“.

## Въжте също
- Списък на македонските благотворителни братства в България
- Македонско братство в Румъния